# Chéloniomancie

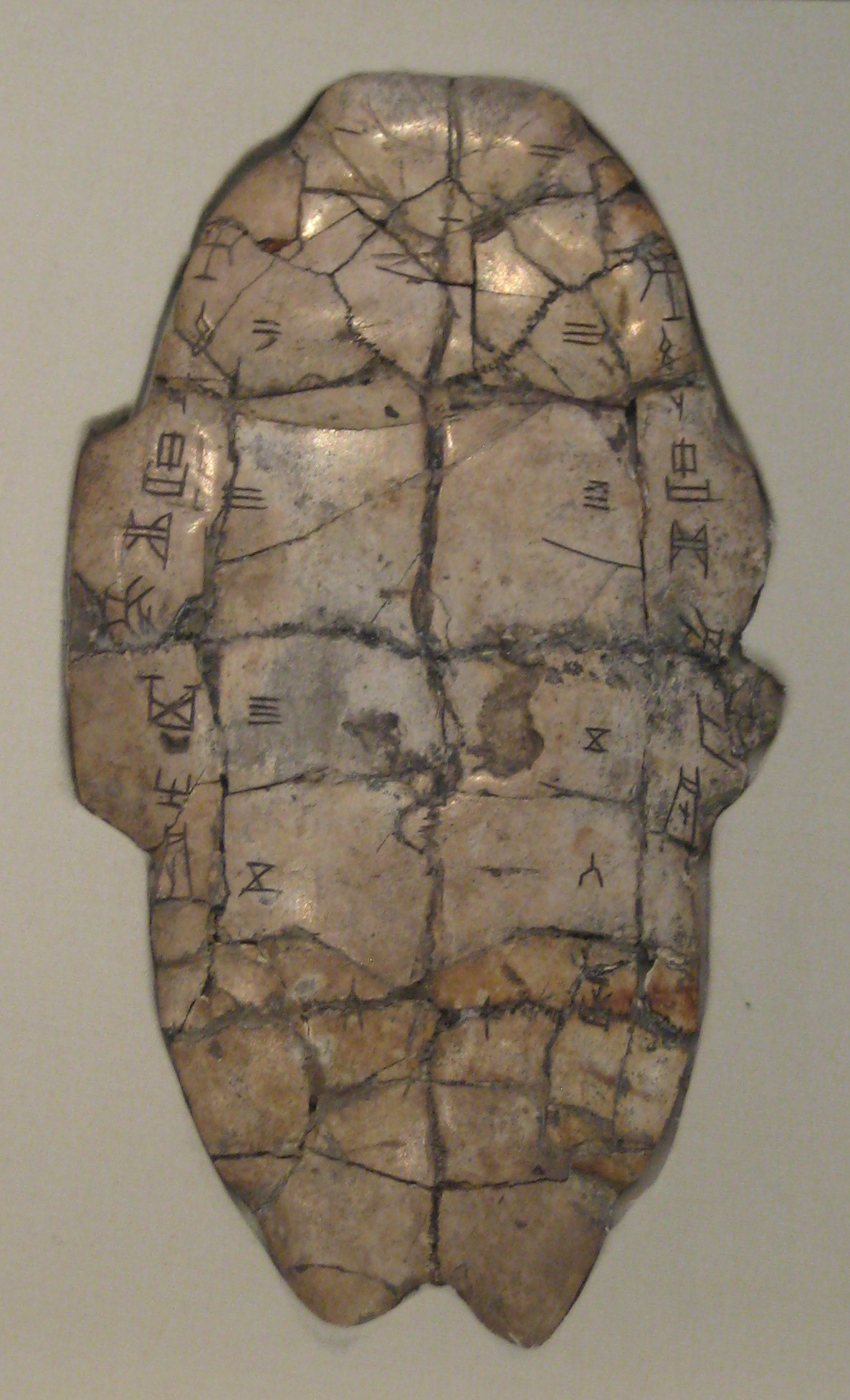
écriture sur une carapace de tortue datant d'environ -1200, sous la dynastie Shang

La chéloniomancie (du grec moderne : χελώνη, translittération : khelốnê, tortue, et μαντεία, translit. manteía, divination, parfois écrit chélonomancie est l'art de la divination pratiquée par l'écriture de caractères pictographiques sur les os et écailles de tortues dans la Chine antique. C'est une forme de scapulomancie, et l'une des premières formes connue d'écriture chinoise, que l'on appelle de ce fait, l'écriture ossécaille.